# Curva di indifferenza

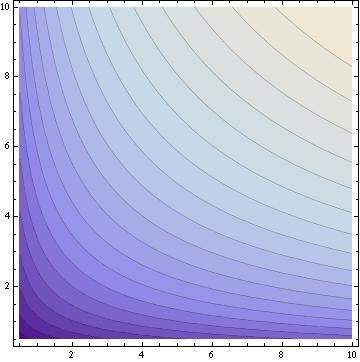
Figura 1: Curve di indifferenza nel caso di funzione di utilità Cobb-Douglas a due fattori

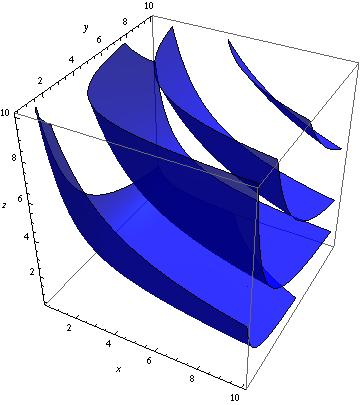
Figura 2: Curve di indifferenza nel caso di funzione di utilità Cobb-Douglas a tre fattori

La curva di indifferenza in microeconomia è l'insieme dei beni che garantiscono al consumatore lo stesso livello di utilità. In termini formali, data una generica funzione di utilità del tipo:
{\displaystyle \ U=f(x_{1},x_{2},\ldots ,x_{n})}
dove U è  l'utilità e xi è il bene i-esimo, la curva di indifferenza è definita come:
{\displaystyle I=\{(x_{1},x_{2},\ldots ,x_{n})\ |\ f(x_{1},x_{2},\ldots ,x_{n})={\bar {U}}\}}
Ad ogni livello di utilità corrisponde dunque una diversa curva di indifferenza.
Supponiamo per esempio che un consumatore acquisti delle combinazioni diverse di beni (o più verosimilmente di due panieri di beni). L'ottenimento di una quantità maggiore di un bene compensa la rinuncia ad alcune unità di un secondo bene.
La convessità della curva è dovuta alla sostituzione. Se il bene è scarso avremo un effetto di sostituzione maggiore e l'utilità marginale sarà maggiore dell'utilità marginale del bene più scarso.
L'inclinazione in ogni punto della curva di indifferenza è il saggio marginale di sostituzione, che misura il rapporto di scambio tra due beni tale da non far variare il livello di utilità, ed è quindi una misura della sostituibilità soggettiva tra beni.
La combinazione fra il vincolo di bilancio rilevante, determinato dal prezzo relativo dei beni e dalla ricchezza, e la famiglia di curve di indifferenza consente di risolvere il problema di massimizzazione vincolata dell'utilità del consumatore. In particolare, il paniere ottimale è quello in corrispondenza del quale, data qualsiasi coppia di beni, il saggio marginale di sostituzione eguaglia il loro prezzo relativo.    
Per il calcolo analitico del punto dove il consumatore massimizza la soddisfazione (punto di tangente tra il vincolo di bilancio e la curva di indifferenza), ricordando la condizione di tangenza {\displaystyle \ y=(p_{x}/p_{y})x} e tenendo conto che essendo {\displaystyle \ R=p_{x}x+p_{y}y}, risolvendo con qualche passaggio algebrico avremo che {\displaystyle \ x=R/2p_{x}} ed {\displaystyle \ y=(p_{x}/p_{y})R/2p_{x}}. Sostituendo i valori noti di {\displaystyle \ R}, {\displaystyle \ p_{x}} e {\displaystyle \ p_{y}} troveremo l'esatto punto di tangenza.